# Ruská ofenzíva na východě Ukrajiny 2023–současnost
Ruská ofenzíva na východě Ukrajiny 2023-24 je vojenským střetnutím mezi ozbrojenými silami Ukrajiny a ozbrojenými silami Ruské federace, následujícím po neúspěšné ukrajinské protiofenzívě z léta 2023, během něhož Ruská federace opět převzala útočnou iniciativu na bojišti a od podzimu 2023 do července 2024 navzdory rozsáhlým ztrátám obsadila řadu obcí a měst na Donbasu včetně Avdijivky. Do konce dubna Rusové ovládli území o rozloze téměř 350 km2, poté se ruské zisky začaly zvyšovat a do konce října 2024 od počátku ofenzívy bylo obsazeno přes 2 130 km2 ukrajinského území. Od listopadu 2024 do konce února 2025 pak Ukrajinci ztratili kontrolu nad dalšími téměř 1 800 km2 území.
Cílem ruského tlaku je zřejmě město Pokrovsk, dopravní uzel, důležité centrum těžkého průmyslu a jedno z největších nalezišť lithia v Evropě. 10. května ozbrojené síly Ruské federace zahájily útočné operace i ve směru na Charkov, které vedly k převelení nedostatkových ukrajinských záloh do oblasti a zrychlení ruského postupu na Pokrovsk na konci července.
Pokračující ruský postup však 6. srpna 2024 zastínil nečekaný vpád ukrajinských ozbrojených sil na území Ruské federace do Kurské oblasti, kde Ukrajinci narazili pouze na slabý odpor a během tří dnů rychle obsadili území o rozloze až zhruba 350 km2 a pronikli do vzdálenosti 35 km od hranic. Útok, který se zprvu zdál jako pouhý nájezd malého rozsahu, nejprve kritizovala řada expertů, kteří akci označili za plýtvání nedostatkovými zdroji, vzhledem k dosaženým úspěchům se však hodnocení postupně začalo měnit na nejúspěšnější operaci od ukrajinské charkovské protiofenzívy na podzim 2022. Do konce srpna byla potvrzena kontrola 780 km2 ruského území ukrajinskými silami, dle prezidenta Zelenského dokonce přes 1 250 km2. Hlavního cíle, tedy donutit Rusy stáhnout zálohy z Donbasu a zmírnit tlak na Pokrovsk, však akce nedosáhla a začala se opět objevovat stále silnější kritika kroků ukrajinského velení. Na počátku října 2024 se navíc na ukrajinské straně objevily obavy z možného ruského útoku i v Záporožské oblasti. Ruskou ochotu nadále útočit ilustrovaly i spekulace o nasazení až 30 tisíc vojáků ze Severní Koreje. Dle jihokorejské rozvědky mělo být do ofenzívy nasazeno asi 10-12 tisíc vojáků z KLDR včetně speciálních jednotek, prvních zhruba 1 500 mužů (o pár dnů později se již uváděl dvojnásobek) se mělo zapojit do bojů na přelomu října a listopadu 2024. Intenzita ruských útoků však během října zároveň vedla ke zřejmě největším ruským ztrátám na živé síle od počátku invaze a v případě obrněné techniky za poslední dva roky. V listopadu ukrajinský generální štáb hlásil 45 tisíc zabitých a zraněných ruských vojáků.
Ruská armáda během kampaně využila své materiální převahy nad Ukrajinci, kteří i kvůli zpožděním v dodávkách slíbené dělostřelecké munice ze zemí Evropské unie a pozastavení pomoci z USA museli výrazně šetřit municí a zároveň vinou odkládání politicky nepopulárního rozšíření mobilizace trpěli nedostatkem vojáků. Ruské letectvo si navíc poprvé od začátku invaze vynutilo nad bojištěm vzdušnou nadvládu a v průměru v prvních třech měsících roku 2024 na ukrajinské pozice shazovalo 45 klouzavých bomb denně, tedy šestnáctinásobek oproti předchozímu roku. Dle analytiků se tak situace na frontě na přelomu dubna a května 2024 stala pro ukrajinské síly nejhorší od března 2022, kdy čelily bezprostřední hrozbě pádu hlavního města v bitvě o Kyjev.
Díky dodatečným dodávkám z tzv. české muniční iniciativy, která ve světě objevila možnost nakoupit pro ukrajinskou armádu zhruba 800 tisíc kusů životně důležité dělostřelecké munice, a dubnovému schválení amerického balíku pomoci Ukrajině ve výši 61 miliard dolarů se situace na frontě postupně stabilizovala, a zmíněná pomoc tak zabránila zhroucení ukrajinské obrany. Zásadním zlomem byla rovněž možnost útočit západními zbraněmi na vojenské cíle na území Ruska (v pohraničí a ne všemi zbraněmi), kterou poprvé od začátku války umožnila Ukrajině řada zemí NATO včetně klíčového partnera - USA. Důležitou součástí změny na bojišti se stala na přelomu jara a léta 2024 i ukrajinská schopnost ve velkém ničit ruské průzkumné drony. Na počátku srpna pak ukrajinskou morálku povzbudilo oficiální potvrzení nasazení prvních deseti stíhaček F-16. O první z nich Ukrajinci přišli na konci srpna, oficiálně kvůli chybě pilota, ale objevily se i spekulace o sestřelu vlastní protivzdušnou obranou. V prosinci 2024 byla potvrzena dodávka dalších letounů F-16 z Dánska. Částečnou úlevu Ukrajincům poskytl i útlum ruských leteckých úderů na počátku nadcházející zimy. V únoru 2025 na Ukrajinu dorazila první dodávka i francouzských stíhacích letounů Mirage 2000.
Ukrajina se navzdory mobilizaci v roce 2024 nadále potýkala s nedostatkem personálu, což vedlo k návrhu na mobilizaci dalších až 160 tisíc mužů do února 2025. Ukrajinci byli americkými spojenci dokonce tlačeni k mobilizaci osmnáctiletých mužů. Rozšířeným problémem byly i dezerce. Za prvních deset měsíců roku 2024 bylo zahájeno ukrajinskou prokuraturou 60 tisíc případů, kdy vojáci opustili své pozice. Největší pozornost vyvolaly případy masových dezercí z 155. brigády "Anna Kyjevská", kterou kompletně vycvičila a vyzbrojila Francie. Tisíce vojáků se však díky úpravě zákona a zavedení beztrestnosti následně vrátily do služby. V listopadu 2024 bylo Ukrajincům umožněno útočit střelami ATCMS i Storm Shadow/SCALP přímo na ruském území. Nejasný dopad na vývoj bojů měl rychlý pád režimu Bašára al-Asada v Sýrii po bleskové ofenzívě opozičních sil na přelomu listopadu a prosince 2024. O rostoucím vyčerpání i ruské strany však svědčilo stále častější nasazování zastaralých terénních automobilů UAZ-452, přezdívaných Buchanka, a dokonce i oslů pro zásobování těžko dostupných míst.
Na počátku března 2025 americká administrativa ve snaze o donucení Ukrajiny jednat o míru opět přerušila dodávky zbraní Ukrajincům a o pár dnů později i sdílení zpravodajských informací, což výrazně omezilo možnosti útoků v ruském vnitrozemí. Následně přestala satelitní snímky Ukrajincům poskytovat i komerční firma Maxar. O týden později však byly dodávky zbraní i zpravodajských informací ze strany USA obnoveny. V březnu 2025 Ukrajinci poprvé od začátku války ztratili více zdokumentovaných kusů těžké techniky než Rusové.

## Pozadí
Přehnaný optimismus ukrajinské armády, která na počátku června 2023 zahájila očekávanou protiofenzívu, vedl k zanedbání přípravy obranných pozic pro případ selhání útoku. Po zastavení ukrajinského postupu Rusové na podzim 2023 začali přebírat iniciativu a 10. října zahájili masivní úder s cílem obklíčit Avdijivku, před ruskou invazí třicetitisícové silně opevněné město, které bylo od roku 2014 prakticky na frontové linii.
Situaci s odražením nového ruského útok navíc Ukrajincům zkomplikoval nečekaný úder teroristické organizace Hamás v Izraeli ze 7. října 2023 a následná válka, která přesunula pozornost světa k Blízkému východu a rozmělnila tok zbraní a další pomoci mezi Ukrajinu a Izrael. Blížící se americké prezidentské volby 2024 a předvolební kampaň zvýraznily neshody mezi demokraty a republikány v americkém Kongresu, které na konci roku 2023 vedly k zablokování přijetí dalšího balíčku pomoci Ukrajině a nakonec až do dubna 2024 k úplnému zastavení americké pomoci. Sliby o dodání milionu kusů dělostřelecké munice do března 2024 přitom museli korigovat i představitelé členských zemí EU. Ukrajinské síly se tak musely potýkat s kritickým nedostatkem munice zejména do dělostřeleckých a protivzdušných systémů.

## Vývoj

### Bitva o Avdijivku
Dne 10. října Rusové zahájili útok na Avdijivku, kde však narazili na tvrdý odpor. Jen v prvních dvou dnech prudkých bojů Rusové přišli u Avdijivky minimálně o 15 tanků a 13 houfnic. I v dalších dnech ztráty Rusů rostly natolik, že proti způsobu vedení boje začali vystupovat rovněž prominentní ruští vojenští blogeři. Rusové však přesto od severu dokázali postupovat k železnici na severozápadním okraji Avdijivky a Ukrajinci byli nuceni stáhnout z jiných úseků fronty i některé elitní jednotky včetně 47. mechanizované bridgády, která předtím stála v čele ukrajinských útoků na jihu Ukrajiny. V průběhu listopadu Rusové změnili taktiku a začali využívat útoků menších skupin pěchoty. Navzdory katastrofálnímu poměru ztrát, který během prvního měsíce bojů dosáhl u těžké techniky 14:1 v neprospěch Rusů, se ukrajinská situace ve městě vytrvale zhoršovala. Rusové v první polovině prosince pronikli do obytné zástavby na severozápadě Avdijivky a zároveň mírně postupovali severně od města na Stepove.

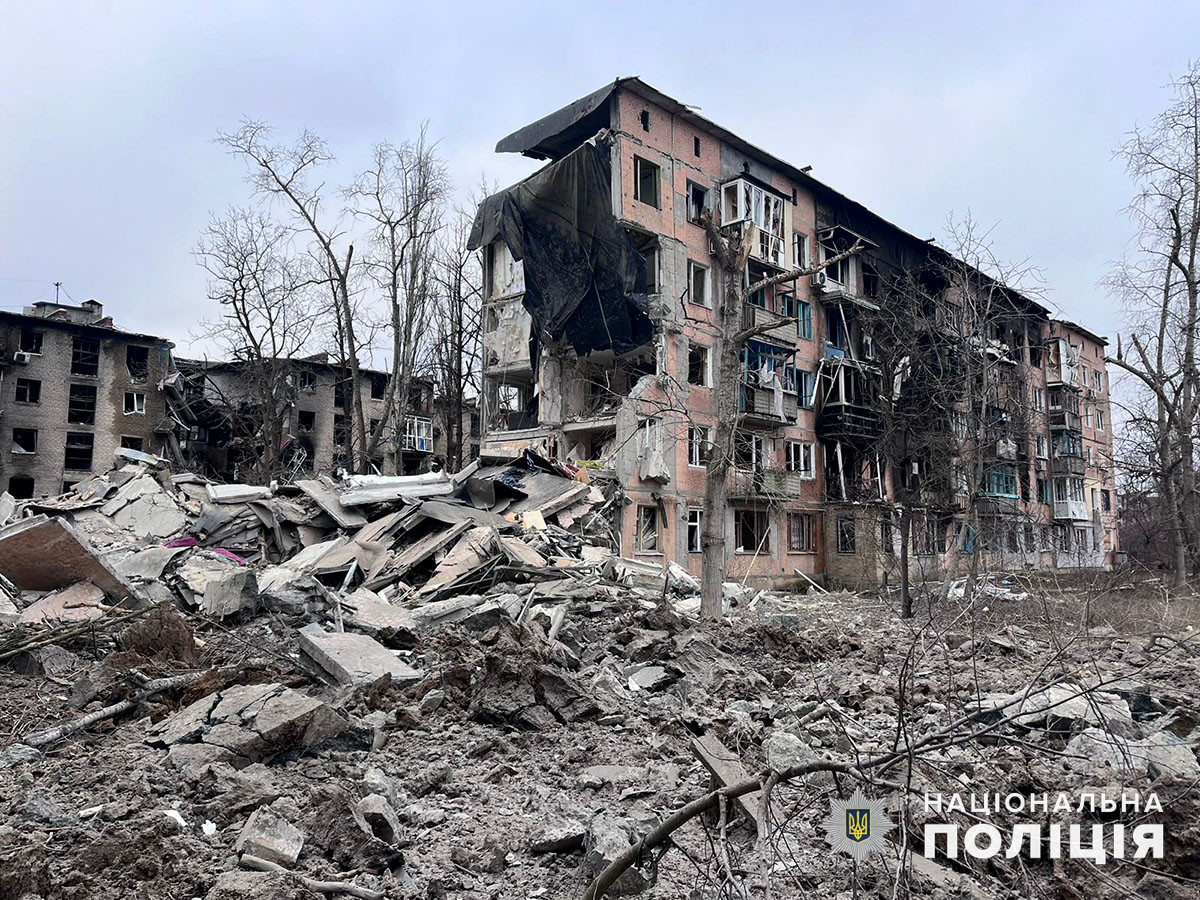
Poškození Avdijivky na počátku roku 2024

Po částečném útlumu inenzity bojů v první polovině ledna 2024 začali Rusové výrazněji útočit na Avdijivku i z jihu na vojenský areál Zenit. Na konci ledna ruští vojáci pronikli tunely na jižní předměstí, kde se opevnili. Vpádem do zad vytvořili mezi obránci chaos a následně dokázali odvrátit ukrajinský protiútok. Na počátku února se boje přesunuly do ulic města a situace se i kvůli výrazné ruské dělostřelcké převaze a naprosté lokální vzdušné nadvládě stávala pro Ukrajince kritická. Za této situace ukrajinský prezident Zelenskyj odvolal náčelníka generálního štábu Valerije Zalužného, který požadoval dřívější stažení obránců z Avdijivky, a nově jmenoval Oleksandra Syrského, potýkajícího se s kritikou za vedení bitvy o Bachmut. Okolo 10. února Rusové dále postoupili na severním i jižním úseku a ohrožovali obránce nejen přetnutím klíčové zásobovací trasy, ale i obklíčením. Přesun posil v podobě elitní 3. útočné brigády vyvolal spekulace, že Ukrajinci budou chtít město i nadále udržet, 15. února však Ukrajinci, akutně ohroženi obklíčením, začali z města pod nepřátelskou palbou ustupovat.

### Průlom u Očeretyne
Po dobytí Avdijivky se Rusové snažili maximálně využít slabosti ukrajinských jednotek před doručením rozsáhlejší pomoci ze Západu a postupovat dále na západ. Ukrajinci, kteří neměli připravenou obranu na západ od Avdijivky, byli nuceni do konce února ustoupit z Lastočkyne, Stepove a Sjeverne, o další obce sváděli boje. Ukrajinci ve snaze zastavit útoky za každou cenu do boje bez adekvátní podpory vrhali i cenné tanky M1A Abrams, z nichž vůbec první a krátce nato i druhý ztratili právě u Berdyči.
Po krátkém útlumu intenzity bojů Rusové zvýšili tlak po celém úseku fronty. 30. března při útoku na obec Toneňke nasadili při jednom z největších mechanizovaných útoku války 36 tanků a 12 bojových vozidel pěchoty, ovšem kvůli vysokým ztrátám se útočící vojska stáhla. Rusové však spíše, podobně jako v bitvě o Bachmut, využívali taktiku útoků malých pěchotních skupin v několika vlnách, jejichž cílem bylo identifikovat ukrajinské postavení, které následně měly potlačit zkušenější jednotky. Ukrajincům se však nedařilo pomalý ruský postup zastavit a v první polovině dubna přišli o obce Vodjane a Pervomajske.
Ve druhé polovině dubna Rusové prolomili ukrajinské linie u Očeretyne a strategicky významnou obec obsadili. Dle prvních zpráv měl průlom umožnit ústup ukrajinské 115. mechanizované brigády ze svých pozic navzdory rozkazům, dle jiných zdrojů se jednalo o chybu ukrajinského velení, které na kritický úsek nasadilo nedostatečně vyzbrojený a vyčerpaný 56. prapor teritoriální obrany. Ukrajinci se sice pokusili protiútokem získat ztracené pozice zpět, ovšem neuspěli a Rusům se následně podařilo úzký pás obsazeného území rozšířit a dobýt Novobachmutivku, Archanhelske, Keramik a Novokalynove severovýchodně od Očeretyne a Berdyči, Solovjove a Novobachmutivku jižním směrem. Odblokovaná americká pomoc, zejména dodávka bojových vozidel pěchoty Bradley, však umožnila frontovou linii u Očeretyne stabilizovat. Na konci května se Rusům podařilo mírně postoupit na jižním úseku a obsadit obec Umanske. V první polovině června pak díky dostatečným zálohám rozšířili své zisky v oblasti, zejména u obce Solovjove. Později dobyli i Novoaleksandrivku a Sokil.

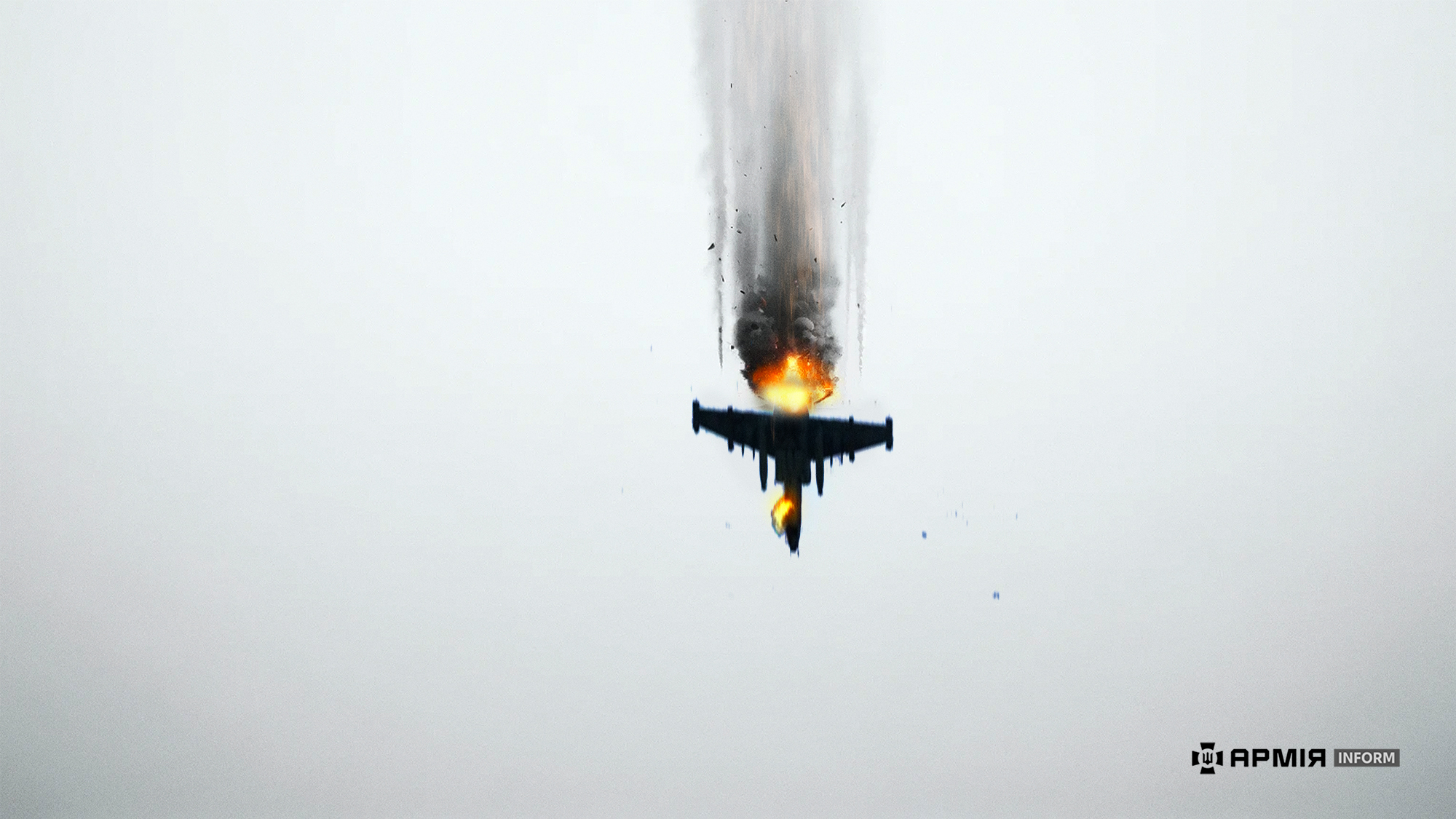
Sestřel ruského letounu Su-25 v Pokrovské oblasti v červenci 2024

#### Směr Pokrovsk
V červenci Rusové po krátkém útlumu zvýšili intenzitu svých útoků a rozšířili své pozice západně od Očeretyne, kde dobyli obec Prohres a Vovche. Ukrajinská 31. brigáda se dokonce ocitla v obklíčení, ale poté se její příslušníci v rozporu s rozkazy dokázali probít zpět. Do 28. července pak ruské ozbrojené síly postoupily o další zhruba 4 kilometry a obsadily obec Vesele. I dle ukrajinských zdrojů obrana v oblasti kvůli nedostatku vojáků a údajným chybám ukrajinského velení začala kolabovat a situace se stávala kritickou. Rusové každým dnem získavali v daném úseku až několik kilometrů čtverečních území a vyvíjeli tlak v několika směrech. Ke zpomalení dalšího ruského postupu mohla přispět ukrajinská obranná linie, ale situace se v tomto směru nadále zhoršovala a v polovině srpna Ukrajinci ztratili kontrolu nad řadou dalších obcí. Jen během 20. srpna Rusové dobyli tři z nich.
Dle ukrajinských zdrojů byla ukrajinská obrana dezorganizovaná, jednotky unavené, oslabené a mnohé demoralizované a jedinou záchranou bylo podobné vyčerpání postupujících ruských jednotek. Slabost ukrajinské obrany, způsobená i nedostatečně vybudovaným opevněním v oblasti, ilustrovala rychlá ztráta Novohrodivky, která měla před válkou zhruba 20 tisíc obyvatel. Ukrajinci sice dokázali Rusy zpomalit jižněji u Selydove, akutní hrozba ztráty však Pokrovsku zintenzivnila ukrajinskou evakuaci obyvatel. Situace v Selydove se zhoršila v prvním říjnovém týdnu, kdy Rusové po dobytí Cukuryne prohloubili kleště severně i jižně od města.
Během 10. října Rusové obsadili tři obce jihovýchodně od Pokrovsku - Mykolajivku, Krasnyj Jar a Krutyj Jar, čímž začali bezprostředně ohrožovat i město Myrnohrad, které před válkou obývalo přes 40 tisíc obyvatel. Ruský postup po křídlech vedl do konce října k ukrajinskému ústupu ze Selydove. Celé město o zhruba 20 tisících obyvatel údajně v jednu chvíli bránilo pouze na šesti pozicích zhruba 60 vojáků. Do počátku prosince ruská armáda vylepšila své pozice jižně od Pokrovsku, kde se přiblížila k obci Ševčenko. Tu Rusové do 10. prosince z velké části dobyli podobně jako sousední Vidrožeňňu. V polovině prosince pak přímo do Pokrovsku poprvé pronikla ruská průzkumná jednotka. Ukrajinci následně podnikli protiútok, který ovšem dosáhl pouze krátkodobého osvobození obce Ševčenko. Ruským jednotkám se navíc podařilo uchytit v obci Piščane dále na severozápad. Rusům se dařilo postoupit jihozápadně od Pokrovsku, ale ke konci ledna byl jejich postup zpomalen.
Vyčerpání ruských jednotek v první polovině února využili Ukrajinci, kteří jižně od města překvapivě přešli do protiútoku a postoupili u měst Udačne, Kotlyne a Piščane. Zároveň později osvobodili i Uspenivku a Lysivku. Ukrajinci na počátku března dále vylepšili své pozice v obci Ševčenko.

#### Kurachove
Ukrajinci do oblasti stahovali zálohy, ovšem Rusové postupem jihozápadním směrem na Kurachove vystavili akutní hrozbě obklíčení část ukrajinských jednotek mezi Karlivkou a Krasnohorivkou, ty se proto začaly stahovat na západ. Čerstvě mobilizované ukrajinské jednotky se navíc potýkaly s rozšířenou dezercí. Do 17. září padl Ukrajinsk, ruská vojska navíc mezi 21. a 22. zářím postoupila o čtyři kilometry směrem na Kurachove i z východu od Krasnohorivky, čímž opět začala nebezpečně ohrožovat ukrajinské jednotky na východ od Hirnyku a Kurachivky, které pomalu ustupovaly od obce Nevelske. Pomalý ruský postup západním směrem a snaha o obklíčení Ukrajinců podobně jako severněji u Selydove pokračoval rovněž u Kurachove. Rusové následně dobyli obec Ostrivske a poté Maxymiljanovku, čímž se dostali do těsné blízkosti Kurachove. Ukrajinská obrana se navíc drolila i severně v Hirnyku. Ukrajinci do konce října výběžek u Kurachivky i kvůli demoralizaci vyčerpaných jednotek, které odmítaly uposlechnout rozkazy, museli opustit. Situace se následně začala rychle zhoršovat i v Kurachove, kde se Rusům podařilo na počátku listopadu obcházet obránce po křídlech a boje se přesunuly i přímo do města. Ukrajinci zřejmě ve snaze zpomalit ruský postup vyhodili do vzduchu přehradu na řece Vovče. Přesto i nadále byli nuceni ustupovat jak na severu z obce Berestky, tak na jižním křídle z částečného obklíčení u Romanivky. Ruský postup se obráncům nedařilo zastavit ani v samotném Kurachove, které bylo koncem listopadu již z poloviny v ruských rukou.
Na počátku prosince Rusové došli podél přehrady do obce Stare Terny, čímž ohrožovali týl obránců v Kurachove ze severu, v těžké situaci byli obránci i jižně od města, kde museli ustoupit z obce Suchi Jaly, dále se bojovalo o Jelyzavetivku a Konsťantynopolske. Útočníkům se podařilo přiblížit ke klíčové zásobovací trase přes obec Dačne a odkázali Ukrajince na zásobování pouze polními cestami. U obce Uspenivka se poté někteří ukrajinští vojáci dostali do obklíčení, z nichž pouze část dokázala následně uniknout. Na konci prosince již Rusové ovládali Kurachove v jeho administrativních hranicích, zatímco v rukou obránců zůstával areál tepelné elektrárny. Ten padl do ruských rukou do 5. ledna 2025.
V průběhu ledna a první poloviny února se situace ukrajinských obránců výrazně zhoršila i směrem na západ od Kurachove, kde museli ustoupit z akutně hrozící kapsy mezi obcemi Ulakly a Dačne. Do poloviny března padlo do ruských rukou i město Kosťantynopil.

### Bitva o Časiv Jar

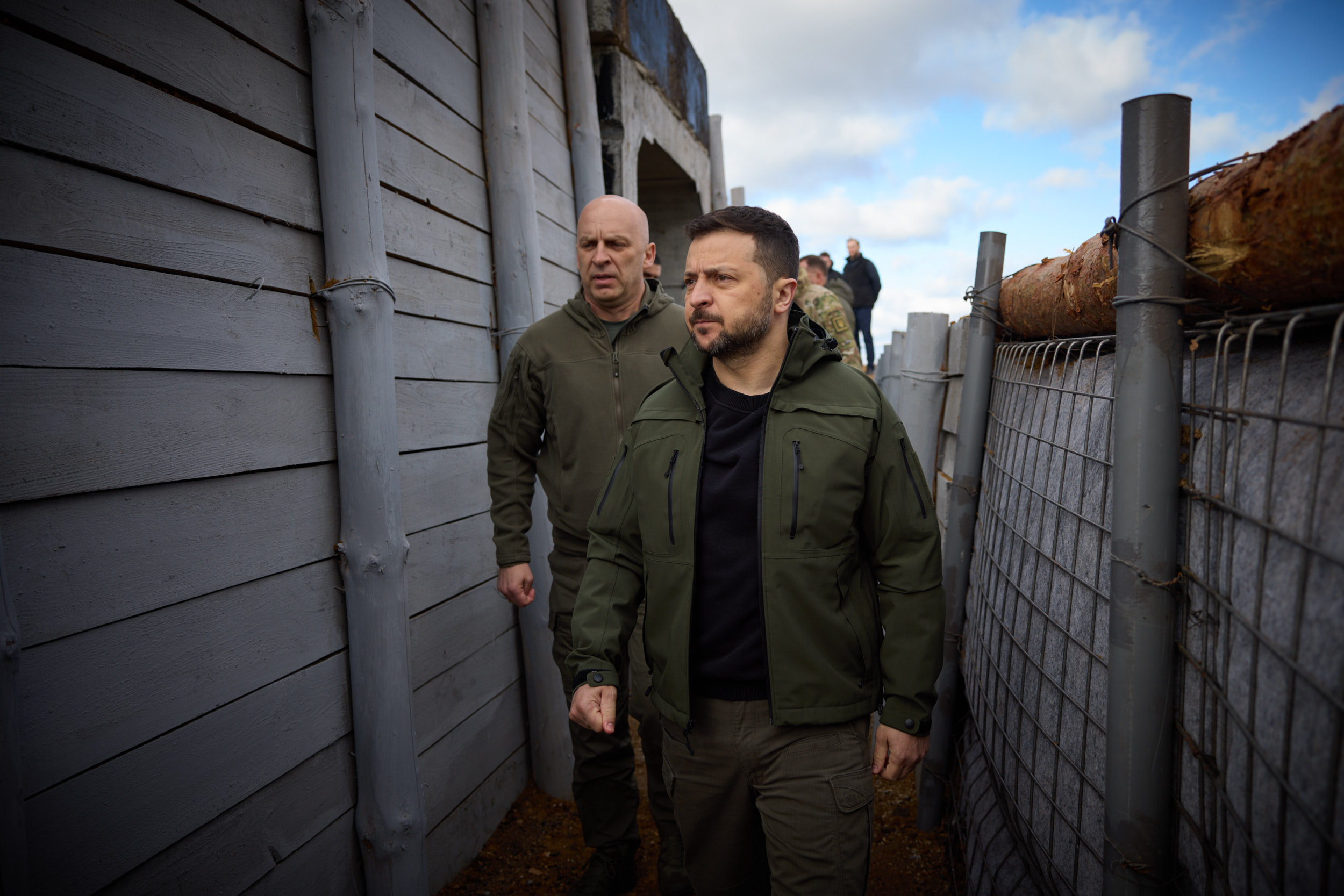
Ukrajinský prezident Zelenskyj na inspekci stavby opevnění v dubnu 2024

Rusové od počátku roku 2024 zintenzivnili svůj postup také severněji u Bachmutu. V průběhu ledna ovládli obec Chromove a tlačili se dále na západ na Časiv Jar. Rusové na konci března hlásili dobytí důležité obce Ivanivske, ovšem Ukrajinci v ní i k 4. dubnu, kdy ruská armáda zahájila bitvu o Časiv Jar, drželi své pozice. Ukrajinci úvodní ruský pokus o průnik přímo na sídliště Kanal odrazili, situace se však pro obránce zhoršila na severním i jižním okraji. Rusové při útoku na Časiv Jar využívali vzdušné nadvlády a letecké podpory bitevních letounů Su-25, kterými ve velkém měřítku ničili opěrné body obránců. Do boje byly na ruské straně nasazena i upravená bojová technika jako "želví tank" (tank kromě hlavně pokrytý přidanou ocelovou konstrukcí) nebo tanky doplněné o zařízení elektronického boje, které měly bránit útokům dronů. Ruské jednotky pomalu postupovaly na křídlech a na severním úseku dobyly Bohdanivku. V samotném Časiv Jaru však ještě v polovině května boje probíhaly pouze na nejvýchodnějším okraji města. Rusům se nedařilo zlomit odpor obránců v Ivanivske, ale dokázali postoupit o pár kilometrů jižněji u Kliščijivky.
Po útoku v Charkovském směru intenzita bojů opadla, ale ve druhé polovině května se ruský tlak na Časiv Jar opět zvýšil a útočícím jednotkám se podařilo obsadit první rodinné domy na sídlišti Kanal. Systematickým tlakem se jim pak podařilo Ukrajince vytlačit na opačnou stranu řeky a zároveň konečně dobýt Ivanivske. Ke konci července se jim podařilo obsadit obec Kalynivka a překočit kanál Siverskij Doněc - Donbas severovýchodně od Časiv Jaru. V prvním srpnovém týdnu pak obsadili pozice jižně od sídliště Kanal. Tlak na Časiv Jar se výrazně snížil po ukrajinském vpádu do Kurské oblasti a Rusům se navíc stále nedařilo uchytit na západním břehu. To se jim nakonec s obtížemi podařilo až v průběhu října, ovšem i nadále v oblasti dosahovali jen velmi omezených úspěchů. Ruské jednotky sice přece jen dokázaly vytvořit na západním břehu malá předmostí, ovšem stále bez velkého dopadu na průběh bitvy. Do 18. listopadu se dokázaly pevněji uchytit na severovýchodě města ve čtvrti Okťabrskyj a přenést boje blíže centru.
Další ruský postup však nastal až v polovině ledna, kdy se útočícím jednotkám podařilo obsadit čtvrť Pivničnyj a poté postupovat v severní části města podél železniční trati.

### Charkovský směr
Během tvrdých bojů o Avdijivku a následně Časiv Jar se začaly objevovat zprávy o možném rozsáhlém ruském útoku na Charkov. Tomu nasvědčovalo i zvýšené množství vzdušných úderů na město v průběhu dubna.

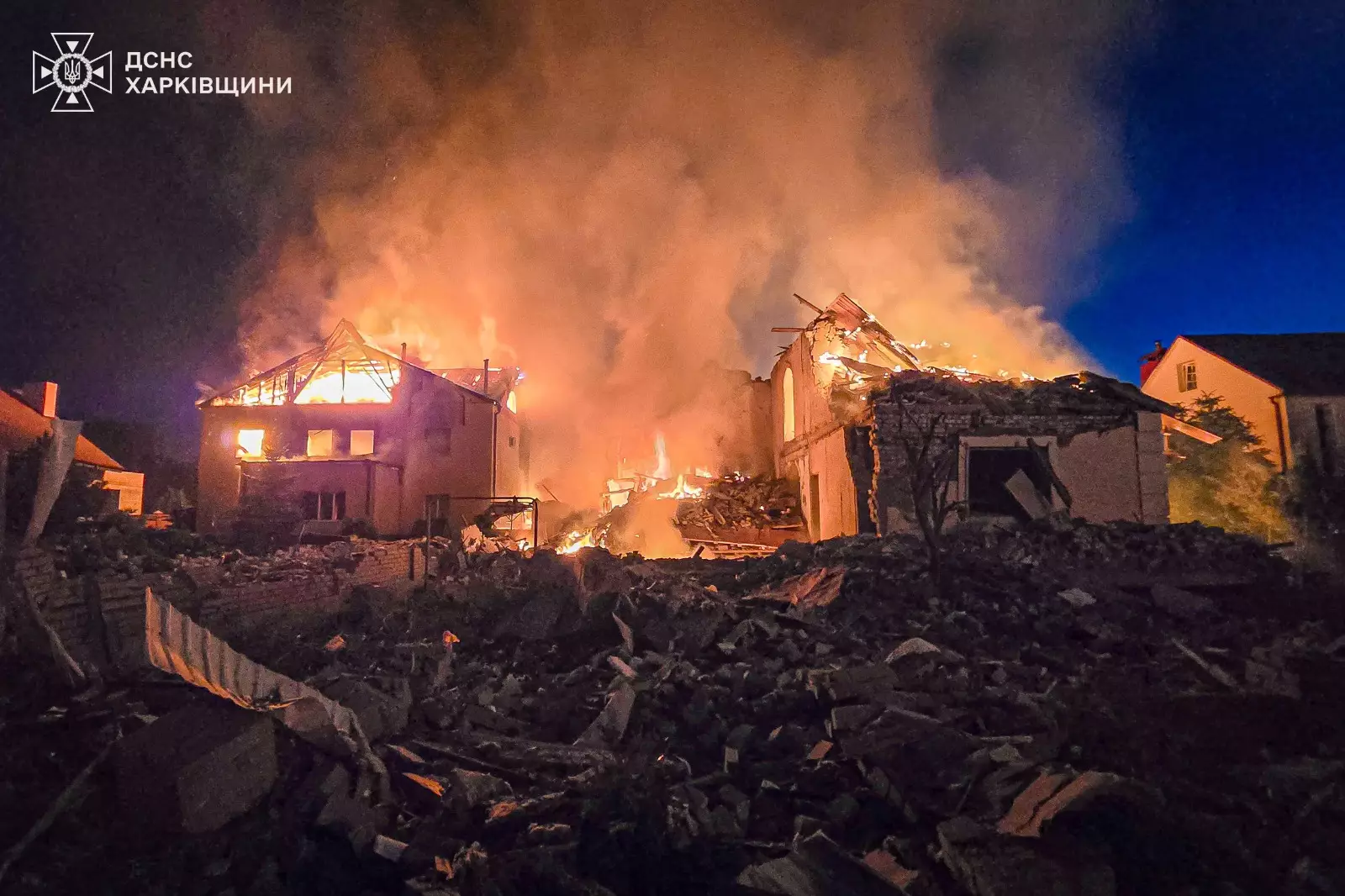
Následky ruského útoku na Charkov (10. 5. 2024)

10. května Rusové v ranních hodinách zahájili útočné operace v Charkovské oblasti a během dne dosáhli takticky významných zisků severně od Charkova u Lypci a na severovýchodě u Vovčansku, kdy obsadili obec Pylna a o další sváděli boje. Celkem dle ukrajinského novináře Jurije Butusova ruská armáda obsadila první den území o rozloze zhruba 30 km2, Ukrajinci však následně měli alespoň zčásti útočníky protiútokem vytlačit zpět. 11. května ruské síly dále postoupily a získaly pod kontrolu řadu dalších pohraničních obcí. Boje se přesunuly i do okrajových části města Vovčansk. Rusové v úvodní fázi útoku těžili z úspěšného eletronického boje, kdy dokázali obráncům znefunkčnit systém Starlink, což výrazně zkomplikovalo jejich reakci. Někteří ukrajinští důstojníci zároveň kritizovali nepřipravenost obrany, a objevily se dokonce spekulace o zradě na ukrajinské straně, ovšem průlom, jak ruský postup označovala některá média, kvůli špatné bránitelnosti samotné hranice nenastal. Dle některých zdrojů se ukrajinská opevnění nachází hlouběji ve vnitrozemí a Rusové se k nim během prvních tří dnů od zahájení útoku nedokázali probít.
Vzhledem k odhadované síle zhruba 35-50 tisíc ruských vojáků v oblasti však analytici odhadovali, že se Rusové alespoň v první fázi nebudou snažit obsadit milionový Charkov, ale pokusí se k městu postoupit alespoň na dostřel většiny dělostřeleckých systémů a zároveň se pokusí donutit Ukrajince k přesunu záloh, což by mohlo usnadnit postup ruských sil na jiných úsecích fronty. Zničení přehrady na řece Severní Doněc ve Starém Saltivu a útoky na mosty v oblasti naznačovaly ruskou snahu o izolaci ukrajinských obránců a útok na významný logistický uzel – město Kupjansk.
Po pěti dnech bojů Rusové kontrolovali zhruba 100 km2 území, od pondělí 13. května však postup zpomalil. Ukrajinské síly sice ustoupily z dalších obcí jako Lukjanci nebo Buhruvatka a nejtěžší boje se přesunuly přímo do ulic Vovčansku, situaci na frontě se jim však i díky nasazení nově naverbovaných a nezkušených ruských jednotek podařilo stabilizovat. Ruská armáda ani nadále v Charkovské oblasti nedisponovala dostatečnými silami k pokračování ofenzívy, ovšem podařilo se jí dosáhnout alespoň přesunu nedostatkových ukrajinských záloh z jiných úseků fronty. Ve druhém týdnu bojů se podařilo ruské armádě postoupit jen o zhruba 2-3 km na některých úsecích, více než 80 % všech územních zisků se tak podařilo získat během prvních třech dnů. Po 20. květnu se pak ruský útok zcela zastavil a obránci navíc i za podpory letectva podnikali místní protiútoky. Na přelomu května a června pak Rusové u Vovčansku nasadili do útoku zastaralé tanky T-62.
Přestože řada západních médií jako The New York Times nebo Financial Times zpočátku přeháněla ruské úspěchy, například profesor strategických studií na univerzitě v St Andrews Phillips O'Brien ofenzívu v Charkovské oblasti na počátku června označil za strategickou porážku Rusů. Ruské jednotky se zejména poté, co západní spojenci umožnili Ukrajině zasahovat cíle i na území Ruska, ocitly v defenzívě. Dokonce i dle ruských zdrojů Ukrajinci v oblasti disponovali silami schopnými opětovného osvobození území, obsazeného od května. V průběhu června pak mělo být v průmyslovém areálu obklíčeno až několik set ruských vojáků. Intenzita bojů v oblasti však následně poklesla. V září Ukrajinci přešli do protiútoku a dokázali postoupit severovýchodně od Lypcy. Následně vytlačili Rusy i z průmyslového areálu. Ti se následně neúspěšně a se značnými ztrátami pokoušeli průmyslový komplex znovu obsadit.
Později byli za údajné selhání při obraně Charkovské oblasti obviněni dva ukrajinští generálové a jeden plukovník.

### Bitva o Toreck

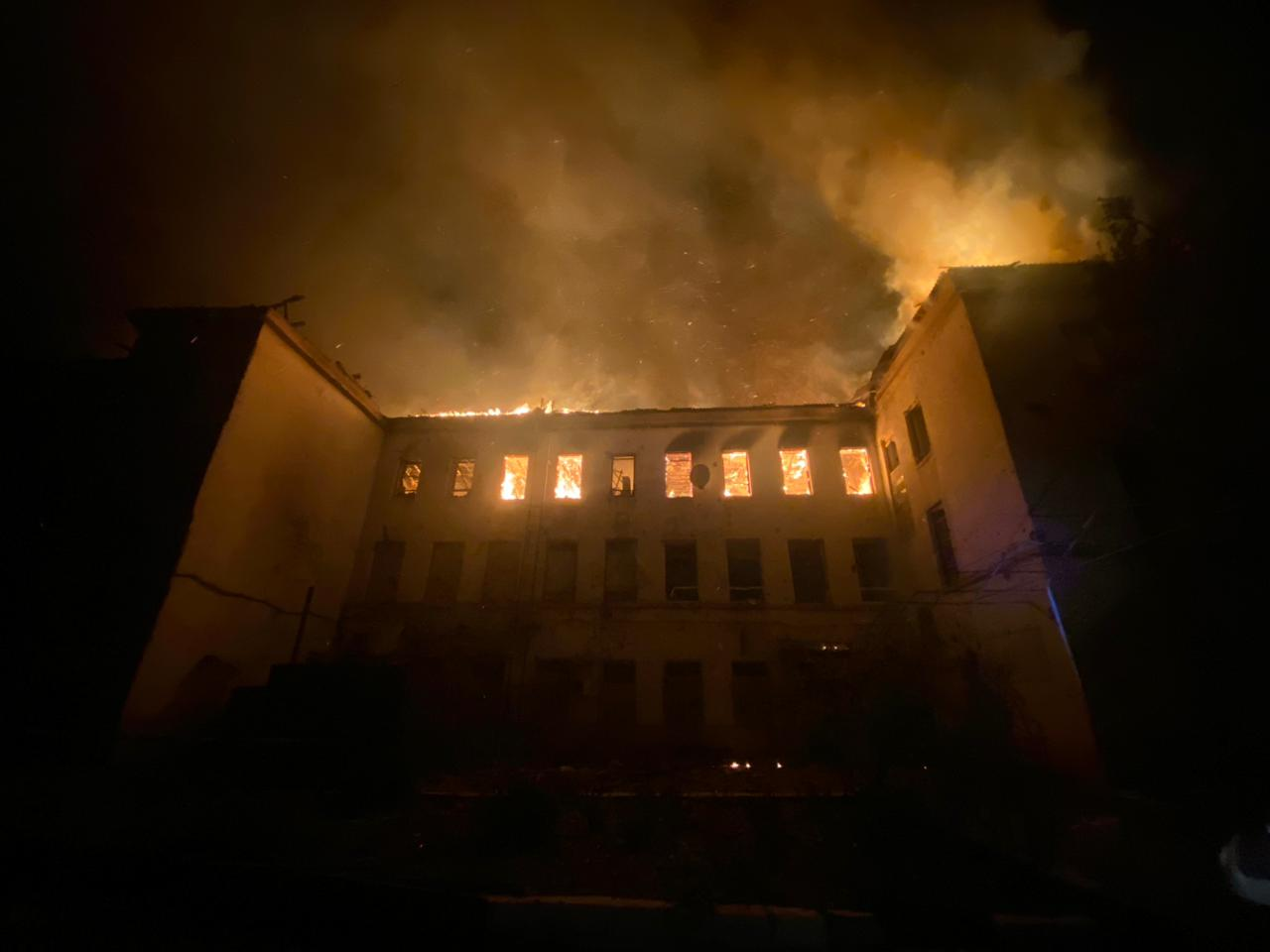
Uhelný důl v Torecku po ruském ostřelování (22. 10. 2023)

Ve druhé polovině června Rusové využili chyby při rotaci ukrajinských jednotek a navzdory silnému opevnění dokázali postoupit o zhruba 2,5 kilometru ve směru na Toreck. Podobně jako v bitvě o Avdijivku pak v červenci využili podzemního tunelu a momentu překvapení, které znamenaly dobytí dalších pozic. Ruské ozbrojené síly našly slabé místo obrany i jižněji u města Ňju-Jork, kde v průběhu července dokázaly postoupit až o 5 kilometrů, čímž vystavily obránce v oblasti riziku obklíčení. Oblast byla pravidelně terčem masivního ruského bombardování a rovněž díky tomu Rusové dokázali postupovat jak od východu přes vesnice Družba, Pivnične a Zalizne, tak od jihu u Ňju-Jorku navzdory minimální podpoře těžké obrněné techniky. Rusové navzdory ukrajinskému vpádu do Ruska na počátku srpna neukončili své útočné operace a dále postupovali v obcích Serhijivka, Želanne a Ivanivka. Na počátku září podnikla ukrajinská 3. útočná brigáda překvapivý protiútok v Ňju-Jorku a dokázala znovu postoupit až o tři kilometry směrem do centra města.
Mezi 20. a 21. zářím Rusové opět dokázali postupovat a proniknout až téměř do centra Torecku. Situace se pro obránce nadále zhoršovala, ale i v polovině října z města neustupovali. Do 25. října navíc brigáda Azov podnikla další protiútok, díky němuž se podařilo znovu obsadit cenrum města. V prosinci ovšem znovu získávaly převahu ruské síly, které obsadily podstatnou část města. Po převelení zkušených ukrajinských jednotek z oblasti Rusové vytlačili obránce až na samotný okraj města.
Ve druhé polovině února 2025 však Ukrajinci provedli v Torecku protiútok, kterým řadu pozic přímo ve městě získali zpět. Úspěch proti vyčerpaným ruským jednotkám byl natolik velký, že dokonce hrozilo jejich obklíčení v severozápadní části města. Rusové však do konce března opět převzali iniciativu a pomalu získávali město zpět pod svou kontrolu.
V polovině května se ruským silám dařilo postupovat mezi Toreckem a Pokrovskem, kde využívali vhodného terénu a masivního nasazení dronů. Rusové rychle během několika dnů dobyli 20 km2 území a mluvili o strategickém průlomu, ke kterému však nedošlo, neboť ukrajinské jednotky ustupovaly z oblasti před hrozícím obklíčením. Přesto se ruské jednotky pomalu přibližovaly ke Kosťantynivce, hlavnímu opěrnému bodu v oblasti.

### Bitva o Vuhledar
V lednu zároveň zahájili útok i o několik kilometrů jižněji u Novomychajlivky s vidinou obklíčení Vuhledaru, ovšem samotná obec padla až po měsících bojů v dubnu a po ruské ztrátě více než 300 kusů těžké techniky v obci a jejím bezprostředním okolí. Po měsících bojů se Rusům na konci července podařilo obsadit i Krasnohorivku. Rusům se u Vuhledaru podařilo znovu postupovat až v srpnu 2024, kdy opět vystavili obránce hrozbě obklíčení. Na přelomu srpna a září dokázali systematickým bombardováním oslabit obranu a obsadit obec Prečystivka, v prvním zářijovém týdnu pak ruské síly vstoupili do obce Voďjane a obsadili i nedaleký důl, který jim umožnil získat větší přehled o situaci ve Vuhledaru. Ztráta takticky významného a silně opevněného města, které se stalo symbolem rozsáhlých ruských mechanizovaných útoků a ztrát, mohla znamenat problémy Ukrajinců stabilizovat frontu na jižní frontě.
Soustavný ruský tlak pokračoval i nadále a pád Vuhledaru se pro obránce již okolo 22. září kvůli ztrátě pozic západně od města stal prakticky neodvratitelný, pokud vrchní velení nechtělo riskovat obklíčení. Situace se vytrvale zhoršovala a na konci září Rusové přetnuli jedinou zásobovací trasu do města, což znamenalo výrazné ztráty ukrajinských obránců během evakuace zraněných. Kvůli neudržitelné situaci se ukrajinští vojáci začali stahovat a do 1. října byl Vuhledar dobyt. Následně v ukrajinském prostředí vyvolala rozruch informace, že se velitel 186. samostatného praporu 123. brigády teritoriální obrany, která měla přijít obráncům na pomoc, ale z nejasných důvodů se tak nestalo, zastřelil.
Rusové dokázali Ukrajince vytlačit pomocí nové taktiky, kdy útočili pomocí mnoha čtyřčlenných skupin intenzivně různými směry, zlepšili koordinaci mezi jednotlivými jednotkami a využívali zpřesněného leteckého a dělostřeleckého bombardování.
I po dobytí Vuhledaru se Rusové bez přestávky snažili využít vyčerpání ukrajinské obrany a obsadili obec Zolota Nyva západně od Vuhledaru a boje pokračovaly o Bohojavlenku severně od města. Zároveň však ani oni již neměli dostatek sil k dalšímu výraznějšímu postupu. To se změnilo na konci října, kdy se začala hroutit ukrajinská obrana severně od Vuhledaru a kromě Bohojavlenky padly i obce Novoukrajinka, Šachtarske a Jasna Poljana. Zároveň s tím vyvstala hrozba vzniku velkého obchvatného manévru ze strany Rusů, kteří by mohli obklíčit ukrajinské síly v širší oblasti u Kurachove.

#### Velyka Novosilka
Rusové využívali slabosti ukrajinské obrany a kromě postupu severním směrem se dokázali tlačit i na západ na Velykou Novosilku. Ta sice byly výrazně opevněna, ale pouze z jižního směru, nikoli z východu a severu, odkud směřoval hlavní ruský tlak. Ruské jednotky sice obsadily obec Novyj Komar severně od Velyke Novosilky, ale ukrajinským protiútokem byly zatlačeny zpět. Ukrajinci však v oblasti dosáhli pouze krátkodobých taktických úspěchů a do počátku ledna 2025 přišli o prakticky veškeré zisky z protiofenzívy v létě 2023. Do poloviny ledna Rusové obsadili i Neskučne a Vremivku, samotná Velyka Novosilka byla obsazena do 25. ledna. Do zajetí kvůli pozdnímu ústupu z téměř obklíčeného města měly dle některých zpráv padnout větší počty ukrajinských vojáků, což bylo následně ukrajinskou stranou popřeno.
Téměř další měsíc obránci dokázali držet linii na řece Mokri Jali, ale následně se podařilo Rusům postoupit k obci Burlacke. V polovině května se Rusové snažili dosáhnout spíše propagandistického úspěchu vstupem do Dněpropetrovské oblasti, k čemuž jim chybělo již jen několik set metrů.

### Bitva o Kupjansk
Stabilizovanou ukrajinskou obranu kolem strategicky důležitého Kupjansku, kde Ukrajinci v létě 2023 varovali před rozsáhlým ruským útokem, kromě obsazení malé obce Krochmalne na konci ledna narušilo až na přelomu dubna a května 2024 ruské obsazení vesnice Kyslivka. V prvním květnovém týdnu pak Rusové dobyli i sousední Kotljarivku a na počátku června Ivanivku. Dalšího úspěchu Rusové dosáhli v polovině července, kdy o něco jižněji obsadili obec Piščane, následně se jejich postup až do konce srpna zastavil, pak ovšem dokázali své zisky v oblasti rozšířit a přiblížit se řece Oskol.
V pomalém, ale systematickém postupu pokračovali i v první polovině září, ovšem jejich snaha o rozdělení ukrajinských sil na východním břehu Oskolu byla navzdory rozsáhlým mechanizovaným útokům neúspěšná. Další rozsáhlé útoky Rusové podnikli ke konci října, kdy již zřejmě dosáhli břehu řeky poblíž obce Kruhljakivka. Do poloviny listopadu zde své pozice dokázali posílit a navíc poprvé od roku 2022 překvapivě pronikli i do samotného Kupjansku. O dva týdny později získali rovněž malé předmostí na druhém břehu Oskolu severně od města. Na počátku prosince Rusové dobyli druhé malé předmostí, Ukrajinci však protiútokem jedno z nich zničili.
V polovině ledna 2025 se Rusům podařilo rozšířit své předmostí severně od Kupjansku u obce Dvorične.

### Další směry ruských útoků
Kromě prioritní ruské osy postupu na Avdijivku a Pokrovsk ruská armáda útočila i na dalších úsecích fronty. Na konci konci prosince 2023 definitivně padla Marjinka jihozápadně od Doněcku, která se na frontové linii nacházela již od roku 2014. O dva měsíce později v únoru 2024 Rusové dobyli obec Poběda.
V průběhu zimy Rusové mírně postoupili také v lesích na západ od Kreminny, ovšem při neúspěšném mechanizovaném útoku na Terny z 15. února ztratili nejméně šest moderních tanků včetně T-90M. Boje v rozsáhlém Serebrjanském lese však i během jara navzdory deklarované výrazné ruské převaze probíhaly bez větších posunů. Ke konci října 2024 Rusové soustředili své síly k úderu v různých směrech a dokázali výrazněji postoupit až k řece Žerebec. Na počátku ledna 2025 pak vytvořili předmostí na západním břehu řeky a obsadili obec Ivanivka. Obec Terny padla několik dnů poté. V březnu 2025 se oblast stala jedním z hlavních směrů ruského tlaku. Rusům se následně dařilo předmostí rozšířit.
Ruské útoky opakovaně selhávaly v Bilohorivce západně od Severodoněcku, kde Ukrajinci navzdory početní nevýhodě a ruské kontrole vyvýšenin vytvořili silně opevněné pozice. Rusové navzdory ztrátám, které vyvolávaly nelibost i ruských vojenských blogerů, v oblasti nedokázali postoupit ani po roce od počátku ofenzívy. Nevelká obec za cenu enormních ruských ztrát nakonec padla až v únoru 2025.
Od druhé poloviny května 2024 se začaly objevovat náznaky ruské snahy otevřít nový směr útoku v Sumské oblasti, zřejmě s podobným cílem jako v Charkovské oblasti - tedy zejména vázat ukrajinské síly. V červnu pak čečenské síly šířily informace o nové ruské ofenzívě, zřejmě však šlo pouze o vojensky nevýznamný výpad malé skupiny vojáků.
Na jaře zároveň zesílil ruský tlak na jihu v Záporožské oblasti, kde se ruská armáda pokoušela dobýt obce Robotyne a Urožajne, o rok dříve osvobozené Ukrajinci během letní protiofenzívy. Zejména o Robotyne probíhaly celé jaro těžké boje a Rusové pomalu vytlačovali obránce z obce. Do konce května pak dobyli větší část obce Staromajorske. Vzhledem k obtížným podmínkám a ztrátám se nakonec Ukrajinci stáhli nejpozději v červenci 2024 i z předmostí na východním břehu Dněpru v Krynkách. Rusové v prosinci zaútočili na pozice poblíž Antonivského mostu a pokusili se překonat Dněpr, ovšem dosáhli jen minimálních úspěchů.
Na počátku října Rusové překvapili obránce v obci Kamjanske na břehu Kachovské přehrady, kde se uchytili v rekreačních domcích, ale i kvůli složitému zásobování nedokázali svůj průnik dále rozvinout. V polovině prosince Ukrajinci dokázali v oblasti zasáhnout nákladní cisternový vlak, čímž zároveň poškodili i samotnou trať, zároveň následně dokázali útočníky vytlačit nejen z jejich předmostí, ale poté obsadili i další pozice jižně od Kamjanske.

### Ukrajinský vpád do Ruska

#### Kurská oblast
V ranních hodinách 6. srpna Ukrajinci překvapivě překročili ruské hranice v Kurské oblasti a díky chabému odporu ruských obránců, tvořených zejména nezkušenými branci, pohraničníky a čečenskými jednotkami, rychle postoupili k městu Sudža, které je zároveň důležitým dopravním uzlem v oblasti, a postupně rozšiřovali kontrolu nad obcemi v okolí a zároveň se začali zakopávat, aby odolali předpokládaným protiútokům. Navzdory tvrzení ruského ministerstva obrany, že se útoku účastní zhruba 300 vojáků, se ukázalo, že invazní síly jsou mnohem rozsáhlejší a do akce se zapojily minimálně části ukrajinské 22. mechanizované brigády a 82. výsadkové brigády s více než 2 tisíci vojáky (a zřejmě dalšími jednotkami v záloze), vybavenými rovněž západní obrněnou technikou. Rychlý postup předsunutých ukrajinských jednotek a nedostatečné situační povědomí obránců vyvolávaly značný chaos v ruských řadách a na ruských sociálních sítích se v krátkém sledu objevovaly informace o místech, kde byly ukrajinské jednotky spatřeny.

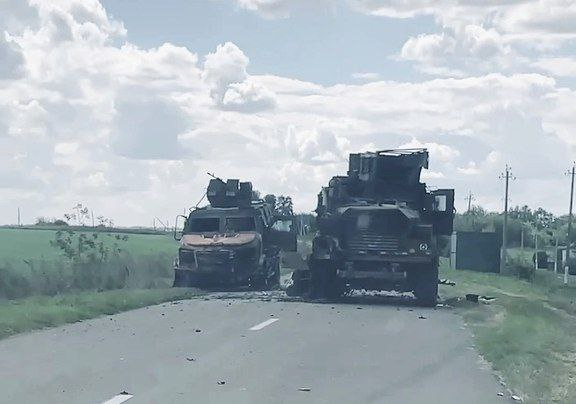
Zničená ukrajinská technika v Kurské oblasti

Od začátku operace panovaly pochybnosti o ukrajinských cílech ukrajinského útoku. Mezi ně dle odborné komunity mohly být snaha o stažení části ruských sil z Donbasu, narušení zásobování, ale i psychologický dopad na ruské síly i civilní obyvatelstvo. Dle analytika Emila Kastehelmiho se navíc může Ukrajina pokusit území dlouhodoběji udržet, a vylepšit tak svou pozici v případném vyjednávání. Bývalý ukrajinský ministr obrany Andrej Zagorodňuk pak mezi možné cíle uvedl ještě snahu Rusy odradit od zahajování dalších přeshraničních útoků, zároveň ukázat slabost ruské armády celému světu, otestovat novou vojenskou taktiku a převzít zpět iniciativu na bojišti.
Rusové, kteří soustředili svůj odpor do větších sídel jako Sudža nebo Korjeněvo, začali do oblasti v kolonách stahovat posily, které se však stávaly terčem ukrajinských útoků. Dle dřívějších odhadů ruské síly v oblasti sestávaly ze zhruba 35 tisíc vojáků, z nichž část byla využitelná pro přesun do zóny bojů, které bylo možné doplnit branci a příslušníky FSB či Rosgvardie. Během úvodního ukrajinského úderu však byly v některých úsecích prolomeny dvě ruské obranné linie a Rusové se navíc potýkali s přetíženou logistikou zejména železniční sítě, která neumožňovala rychlý přesun bojeschopných jednotek z Donbasu.
Během 9. srpna Ukrajinci rozšiřovali a upevňovali své pozice podél celé linie útoku. Objevily se však i informace o ruských protiútocích, které však nedosáhly žádných výraznějších úspěchů. Jednotky bojující na straně Ukrajiny včetně Gruzínské legie podnikaly další přeshraniční výpady a 10. srpna byla nakrátko obsazena obec Poroz v Bělgorodské oblasti.
Ukrajinci systematicky postupovali i v následujících dnech, přestože rychlost postupu se výrazně snížila. Na západním okraji průlomu ukrajinská armáda obsadila Snagosť a tlačila se k řece Sejm, kde výrazně komplikovala ruskou logistiku útoky na civilní a později i pontonové mosty přes řeku. Na severozápadě se Ukrajinci pokoušeli obejít Koreněvo, kde dokázali obránci klást odpor. Na východě byl zastaven postup na Giri, kde ukrajinská kolona utrpěla ztráty.

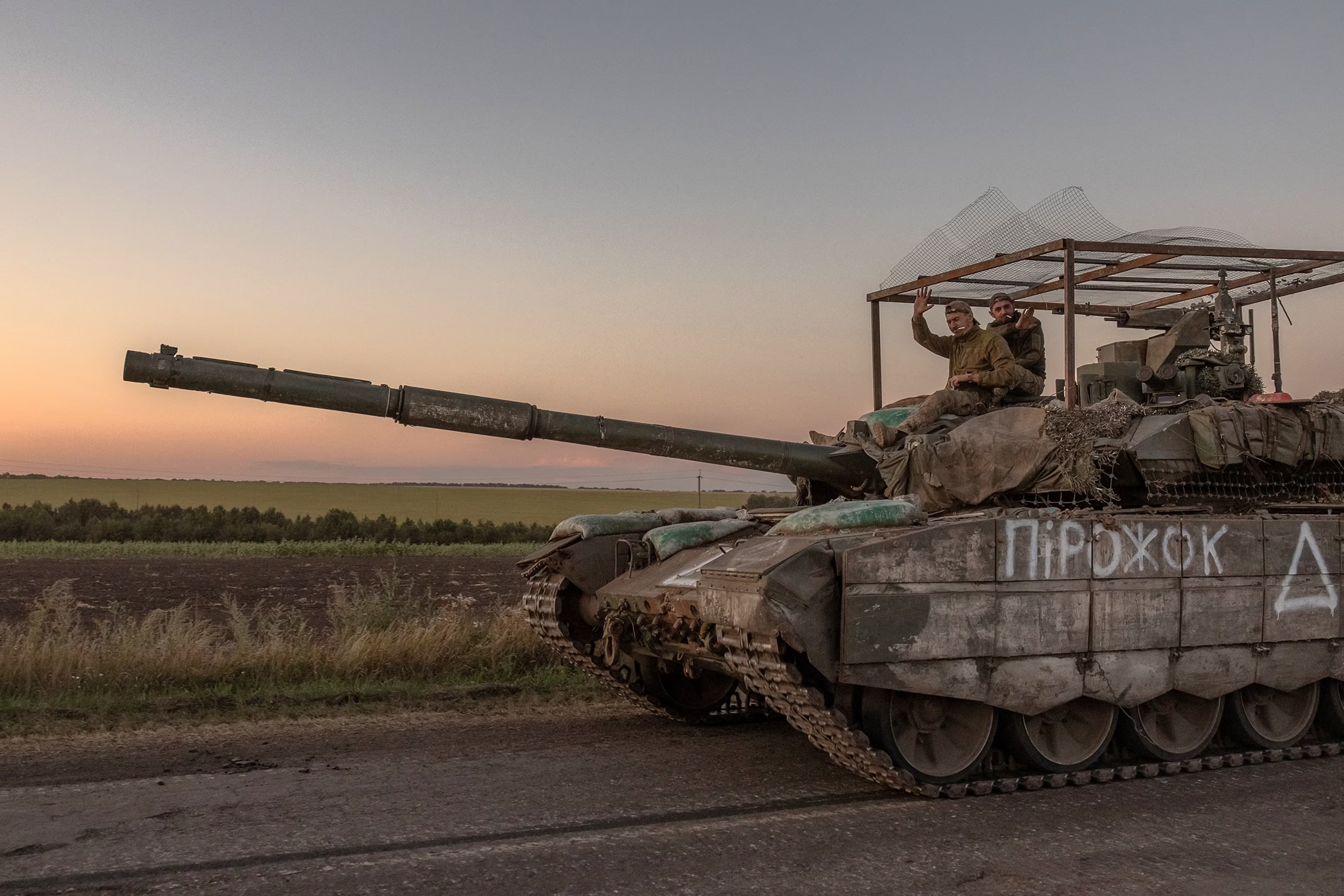
Ukrajinské síly s ukořistěným ruským tankem T-90M

Rusové sice na frontu v Kurské oblasti stáhli až zhruba 30-60 tisíc vojáků různé kvality včetně branců, ale frontová linie se příliš neměnila. 10. září Rusové zahájili protiútok na západě a severozápadě průlomu. Rusové i díky potlačení ukrajinských dronařů v oblasti rychle osvobodili Snagosť a řadu dalších obcí, ovšem následně jim do zad vpadly ukrajinské jednotky útočící přes hranice na Gluškovo a Ťotkino, kvůli čemuž byl ruský postup zpomalen. Přestože se Ukrajincům nepodařilo ruské síly obklíčit, měli v oblasti soustředit posily pro nový rozhodný úder. V polovině září Rusové získali kontrolu nad obcí Borki na jihovýchodním okraji průlomu.
Na konci září ukrajinské jednotky dokázaly postoupit až do hloubky 5 km ve směru na Gluškovo. Po stabilizaci situace ale inciativu opět přebrali Rusové, kteří se pokoušeli postupovat zejména v západní části průlomu. Do poloviny října pronikli až k obci Novoivanovka, k čemuž kromě početní převahy přispělo i zhoršující počasí, které omezilo využití dronů ukrajinskými obránci. Kvůli rychlému průniku do ukrajinské obrany museli dokonce v jednu chvíli na ukrajinské straně jako pěchota bojovat i dělostřelci a operátoři dronů. Ruský tlak v oblasti nepolevoval a Ukrajinci byli nuceni opustit dalších několik obcí ve výběžku.
Okolo 6. listopadu Rusové zahájili nový a zatím nejmohutnější útok, doprovázený rekordními ztrátami. Rusové sice v následujících týdnech dokázali mírně postupovat, ovšem neúměrně svým ztrátám. Problémy útočníkům nadále působilo zejména nasazení zkušených ukrajinských jednotek. Stále častěji se objevovaly také informace o nasazení severokorejských vojáků v oblasti. Ti se dle Ukrajinců nedostatečně přizpůsobili realitě bojiště a útočili ve velkých skupinách, čímž se stávali lehkým cílem dělostřelectva a dronů. Přesto Ukrajinci ztratili obec Plechovo.
Dne 5. ledna 2025 Ukrajinci v Kurské oblasti zahájili překvapivý útok na třech úsecích; největšího postupu dosáhli u obce Bjerdin. Vzhledem k nasazení relativně malého počtu vojáků se ruští blogeři obávali, že se jedná pouze o zastírací manévr a hlavní úder bude následovat jinde. V oblasti přitom v podobný čas zintenzivnili své útoky i Rusové. Počáteční předpoklady o větší ukrajinské ofenzívě se rychle ukázaly jako liché, Ukrajinci však navzdory silnému tlaku ze strany ruských a severokorejských jednotek z oblasti alespoň neustupovali.
V únoru Ukrajinci zaskočili svého protivníka dalším lokálním protiútokem jihovýchodně od Sudži, znamenající obsazení Čerskasské Konopelky. O pár dnů později ale opět zintenzivnili útoky Rusové, kterým se podařilo dobýt obec Sverdlikovo, čímž výrazně ohrozili zásobování ukrajinských vojsk v oblasti. Situace s logistikou se na ukrajinské straně od počátku března zejméně na severozápadě výběžku rychle zhoršovala; ruské dobytí Lebeděvky a pokusy o vpád do Sumské oblasti, které měly přetnout klíčovou zásobovací trasu, donutilo Ukrajince ke stahování svých sil. Útok severokorejských vojáků jihovýchodně od Sudži u Kurilovky pronikl do hloubky až čtyři kilometry, kvůli čemuž začalo obráncům hrozit obklíčení.
Od 7. března se začal hroutit ukrajinský odpor v Kurské oblasti a Rusové rychle postoupili až k Sudži, k čemuž se snažili využít i prázdného plynovodu vedoucího do města. Ukrajinci nedokázali zabránit ruskému průniku do Sudži a do 12. března se dle ruských zdrojů stáhli i odtud, dle Ukrajinců však boje ve městě pokračovaly. Ukrajinský ústup byl chaotický a se značnými ztrátami, ovšem informace o údajném obklíčení tisíců ukrajinských vojáků, kterou šířil i americký prezident Donald Trump, byla nepravdivá. Důležitou roli v ruských úspěších v Kurské oblasti hrála dronová jednotka Rubicon.
Ukrajinci i po stažení hlavních sil z Kurské oblasti navzdory kritice uvnitř ozbrojených sil pokračovali v přeshraničních výpadech, z nichž nejvýznamnější se odehrával u obce Tětkino. Následně se Ukrajincům téměř podařilo část ruských jednotek obklíčit.

#### Bělgorodská oblast
S cílem ulehčit tlak na ustupující ukrajinské jednotky z Kurské oblasti Ukrajinci v polovině března 2025 zahájili zhruba o 20 km jižněji přeshraniční útok v Bělgorodské oblasti u obcí Popovka a Demidovka.

### Válka v zázemí
Ukrajinská armáda díky dodání střel ATACMS dokázala zasahovat cenné cíle daleko za frontovou linií. Na přelomu dubna a května se Ukrajincům podařilo zhruba 80 km od fronty zasáhnout koncentraci ruských vojsk a zřejmě způsobit značné ztráty na živé síle. V noci na 15. května a znovu 16. května střely ATCMS útočily rovněž na ruské letiště Belbek na Krymu, kde došlo ke zničení minimálně dvou letadel Mig-31, jednoho Su-27 a zřejmě vyřazeného Mig-29, cenného radaru protivzdušného systému S-400 a poškození letištní infrastruktury. Ukrajinským útokům se nevyhnuly ani tři zařízení včasné výstrahy. Zejména zásah radarového zařízení v Orsku však vyvolal obavy Západu z eskalace konfliktu, neboť mělo být určené k detekci přilétajících balistických střel z jihu, tedy ze Střední Asie, nikoli Ukrajiny.
Výrazného úspěchu Ukrajinci dosáhli při dronovém útoku na letiště v Achtubinsku, kde výrazně poškodily cenný stíhací letoun Su-57, Rusy označovaný za letoun 5. generace s technologií stealth, následně se dokonce objevily informace o možném poškození i druhého letadla stejného typu. I v červnu pokračovala ukrajinská kampaň proti ruské protivzdušné obraně na Krymu. Neustávající ukrajinské údery a ničení prostředků protivzdušné obrany mělo zvýšit efektivitu nasazení netrpělivě očekávaných letonů F-16. 3. srpna se terčem masivního dronového útoku stalo ruské letiště Morozovsk, kde mělo dojít k výraznému poškození letištní infrastruktury a zničení minimálně jednoho letounu Su-35. V noci na 9. srpna Ukrajinci zasáhli vojenské letiště v Lipecku, kde měli zničit sklad kluzákových bomb, hodně používaných během ruského postupu na Donbasu.
Ukrajinci na přelomu léta a podzimu 2024 díky pokročilé výrobě dronů dosáhli vyšších schopností strategických úderů v ruském zázemí. Nad ránem 18. září zasáhli jeden z největších skladů munice ve městě Toropec, kde se jim zřejmě podařilo zničit tisíce až desetitisíce tun munice. Nepoškozeno zůstalo pouze zhruba 10 % zařízení a dle odhadů estonské vojenské rozvědky byl zničen ekvivalent zhruba 750 tisíc granátů. Následně byly zasaženy další dva muniční sklady na ruském území a ukrajinská kampaň pokračovala i v následujících týdnech. 6. listopadu Ukrajinci poprvé zasáhli i Kaspickou flotilu, dislokovanou v Kaspickém moři. 21. listopadu 2024 Rusové zaútočili na vojenský závod Pivdenmaš v Dnipru raketou středního doletu Orešnik, přestože se zpočátku objevily spekulace dokonce o prvním bojovém použití mezikontinentální balistické rakety.
Šok v Rusku vyvolal atentát ze 17. prosince 2024 na generálporučíka Igora Kirillova, který byl zabit přímo v Moskvě jen den poté, co ho ukrajinská prokuratura obvinila z použití zakázaných chemických zbraní na Ukrajině. 25. prosince po ukrajinském úderu na Grozný Rusové zřejmě sestřelili civilní letadlo Ázerbájdžánských aerolinií, které následně havarovalo při pokusu o přistání v Aktau v Kazachstánu, což vedlo k dalšímu omezení letů některých aerolinek do Ruska. Požár po ukrajinském úderu na sklad s palivem pro strategické bombardéry poblíž města Engels na počátku ledna 2025 se Rusům podařilo uhasit až po pěti dnech. O dva měsíce později Ukrajinci zaútočili na Engels znovu a zničili sklad se střelami s plochou dráhou letu.
V dubnu 2025 Ukrajinci přišli o druhý stroj F-16 včetně pilota, o měsíc později pak při dalším ruském vzdušném útoku o třetí. Na počátku května se naopak Ukrajincům podařil sestřel Su-30 pomocí námořních dronů. 22. dubna Ukrajinci zaútočili na jeden z největších vojenských skladů v Rusku, jehož výbuch si vyžádal velké škody a vedl k evakuaci sedmi okolních vesnic. Na konci dubna byla ruská veřejnost šokována atentátem na generálmajora Jaroslava Moskalika, zástupce hlavního operačního velitelství ruského generálního štábu, nedaleko Moskvy.
Vzdušná kampaň v průběhu jara 2025 zesílila na obou stranách. Ukrajinci na konci května útočili na Rusko tři dny po sobě drony, kvůli čemuž ochromili leteckou dopravu v metropoli Moskvě. Také Rusové stupňovali své útoky a na Ukrajinu během jediného dne poslali 273 dronů, o pár dnů později už 355 a o několik týdnů později dokonce 499. Rusové našli způsoby, jak zvýšit efektivitu svých dronových úderů, přičemž Ukrajinci nedokázali na vývoj adekvátně reagovat.
1. června 2025 Ukrajinci provedli masivní úder na ruské strategické letectvo, kdy během koordinovaného úderu zničili nebo poškodili zhruba 20, dle vlastního tvrzení až 40 ruských letadel. O dva dny později pak poškodili pomocí náloží Krymský most.

## Následky

### Ztráty
Tvrdé boje, zejména ty v Avdijivce znamenaly rozsáhlé ztráty na obou stranách, zejména však u útočících Rusů. Od zahájení útoku na Avdijivku do 28. listopadu 2024 dle uznávaného OSINT projektu Oryx Rusové na celé frontě prokazatelně ztratili celkem 7 353 kusů těžké techniky, z toho 1 315 tanků, zatímco na ukrajinské straně byla zdokumentována ztráta 2 899kusů techniky včetně 369 tanků.
Pouze u Avdijivky Rusové přišli prokazatelně o více než 600 kusů těžké techniky. Dle odhadů analytika Jaroslawa Wolského Rusové v Avdijivce ztratili 15-18 mrtvých a dalších 38-45 tisíc zraněných vojáků, Ukrajinci přišli o 3-4 tisíce zabitých a 15 tisíc zraněných vojáků. Během následného postupu ve směru na Pokrovsk Rusové ztratili do 13. prosince 2024 minimálně 2 142 kusů těžké techniky oproti 505 na ukrajinské straně.
Výrazně nižší ztráty těžké techniky Rusové zaznamenali v Charkovském směru, kde mezi 10. a 28. květnem 2024 i díky útokům převážně pěchoty bez větší podpory ztratili pouze 19 kusů techniky, zatímco Ukrajinci přišli o 29 kusů. V průběhu června se ale i zde poměr otočil a k 26. srpnu Rusové ztratili 165 kusů a Ukrajinci 83 kusů techniky. V Kurské oblasti Ukrajinci do 23. prosince 2024 přišli minimálně o 376 kusů těžké techniky, Rusové o 520.

### Dopady na civilní infrastrukturu
Ukrajinci v prvních týdnech roku 2024 s cílem oslabit ruskou produkci paliv a snížit příjmy z jejich prodeje masivně útočili na ropné rafinerie. Do poloviny března zasáhli 12 z celkem 30 největších ruských rafinerií, čímž dokázali snížit produkci benzínu a nafty. Naopak Rusové zřejmě odplatou zničili nebo výrazně poškodili řadu ukrajinských elektráren, čímž výrazně narušili energetickou soustavu země. Pokračující ruské letecké údery na Charkov vyvrcholily 19. května zničením hypermarketu, při kterém zahynulo 19 osob a dalších 54 bylo zraněno. V noci na 1. června pak údery směřovaly proti ukrajinské energetické infrastruktuře, kdy Rusové zničili jednu vodní elektrárnu na Dněpru a poškodili dvě tepelné elektrárny.
V červnu Rusové poprvé využili i destrukčního potenciálu třítunových bomb FAB-3000, kterou sice minuli zamýšlený cíl pošty v Lypci, ale útok si přesto vyžádal masivní škody v okolí. Naopak desítky zraněných si vyžádal sestřel raket ATACMS ruskou protivzdušnou obranou nad Sevastopolem. Jeden z největších ruských útoků za celou válku z 8. července vedl ke zničení dětské nemocnice v Kyjevě a zranění desítek civilistů. Rusové dále 9. srpna zasáhli supermarket ve městě Kosťantynivka, což si vyžádalo 14 mrtvých a 43 raněných. Masivní ruský úder na Poltavu ze 3. září si vyžádal přes 50 mrtvých a dalších 270 zraněných.
V noci na 1. září Ukrajinci podnikli svůj dosud největší nálet války, kdy podle Rusů útočilo celkem 158 dronů v 16 oblastech Ruska a zaznamenali úspěšné údery na energetickou infrastrukturu i v nejstřeženější Moskevské oblasti. Snížení intenzity ukrajinských útoků během podzimu 2024 bylo připisováno jednáním obou stran o neútočení na energetickou infrastrukturu během nadcházející zimy, které by mělo významně pomoct zejména ukrajinské straně. Rusko však kampaň proti ukrajinské energetické infrastruktuře později obnovilo a začalo útočit i na zařízení spojená s dosud prakticky nedotčenými jadernými elektrárnami. Rozsáhlé údery pokračovaly i během Vánoc včetně Štědrého dne.
V polovině února 2025 Rusové vyvolali krátkodobou paniku po zásahu sarkofágu černobylské jaderné elektrárny dronem, po němž zůstala ve vnější vrstvě díra. Ukrajinci v noci na 11. března provedli zřejmě nejrozsáhlejší útok drony celé války, kdy útočili nejen na rafinérie, ale přes 90 dronů směřovalo i na Moskvu. 4. dubna 2025 bylo po zásahu ruskou raketou ve městě Kryvyj Rih zabito 19 lidí a dalších 68 zraněno; dle ruských tvrzení měl úder směřovat na koncentraci ukrajinských vojáků, což však bylo vyvráceno.